# Манкузо, Филиппо
Филиппо Манкузо (итал. Filippo Mancuso; 11 июля 1922, Палермо — 30 мая 2011, Рим) — итальянский юрист и политик, министр помилования и юстиции Италии (1995).

## Биография
Родился 11 июля 1922 года в Палермо, в семье учителей начальной школы. Среднее образование получил на Сицилии в школе имени Вильгельма II (Монреале), позднее окончил университет Палермо. Занимал должности председателя апелляционного суда Бари и генерального прокурора Рима.
С 17 января по 19 октября 1995 года являлся министром помилования и юстиции в правительстве Ламберто Дини.
В мае 1995 года инициировал проверку законности методов, применяемых следствием в ходе операции «Чистые руки»; также проверял деятельность прокуратуры Палермо в отношении мафии. Принятые министром юстиции меры вызвали критику со стороны парламентского большинства, и 19 октября 1995 года Сенат большинством в 173 голоса проголосовал за вотум недоверия персонально Манкузо, что стало первым в истории случаем подобного вотума применительно к министру юстиции. Позднее Конституционный суд подтвердил законность такой процедуры отстранения министра от должности.
С 1996 по 2002 год состоял во фракции партии «Вперёд, Италия» Палаты депутатов 13-го и 14-го созывов, в 2002—2006 годах — в Смешанной фракции Палаты 14-го созыва.
В 2002 году коалиция «Дом свобод» выдвинула кандидатуру Манкузо в состав Конституционного суда, но, когда оппозиция оказала сопротивление, Берлускони уговорил его снять свою кандидатуру, пообещав выдвинуть кандидатуру племянника Манкузо — Марио Серио. В действительности выбор правоцентристов пал на Романо Ваккарелла, компаньона юридического бюро Чезаре Превити и адвоката Берлускони. Разорвав политические отношения с Берлускони и выйдя из фракции «Вперёд, Италия», Манкузо в сентябре 2002 года выступил в парламенте с обвинениями, что проект «закона Чирами» об обоснованном подозрении подготовлен вследствие шантажа Превити. 27 апреля 2006 года срок депутатского мандата Манкузо истёк.
Умер 30 мая 2011 года в Риме.

## Личная жизнь
Был знатоком латинского языка, на котором общался с женой — Армандой Коста, любил музыку. Сын — Джованни, занимается финансовыми консультациями. Филиппо Манкузо болел за «Ювентус», не праздновал свои дни рождения. Владимир Луксурия утверждал, что при знакомстве Манкузо принял его за женщину, поцеловал руку и рассыпался в комплиментах.